# Calliclinus geniguttatus
Calliclinus geniguttatus е вид бодлоперка от семейство Labrisomidae. Видът не е застрашен от изчезване.

## Разпространение и местообитание
Разпространен е в Чили.
Обитава крайбрежия и морета.

## Описание
На дължина достигат до 12,2 cm.